# Инвернадеро Рене Лопез (Виља де Кос)
Инвернадеро Рене Лопез (шп. Invernadero René López) насеље је у Мексику у савезној држави Закатекас у општини Виља де Кос. Насеље се налази на надморској висини од 2010 м.

## Становништво
Према подацима из 2005. године у насељу је живело 13 становника.

### Хронологија
| Година       | 2005 |
| ------------ | ---- |
| Становништво | 13   |

### Попис
| # | Индикатор                        | Вредност |
| - | -------------------------------- | -------- |
| 1 | Укупно појединачних домаћинстава | 2        |